# Wyższa Szkoła Przedsiębiorczości i Marketingu w Chrzanowie
Wyższa Szkoła Przedsiębiorczości i Marketingu w Chrzanowie (WSPiM) – niepaństwowa szkoła wyższa, założona w Chrzanowie w roku 1994 przez Towarzystwo Oświatowe Ziemi Chrzanowskiej w Chrzanowie; obecnie kształcąca na kierunkach: zarządzanie, pedagogika i socjologia. W ramach kierunku Zarządzanie prowadzone są specjalności: Gospodarka i administracja publiczna, Zarządzanie firmą, Rachunkowość, Grafika komputerowa, Zarządzanie projektami unijnymi oraz Zarządzanie turystyką międzynarodową. W ramach kierunku Pedagogika prowadzone są specjalności: Opiekuńczo-wychowawcza i praca socjalna, Społeczno-opiekuńcza z gerontologią oraz Resocjalizacyjna z rewalidacją. W ramach kierunku Socjologia prowadzona jest specjalność Socjologia kierownictwa i przywództwa w społecznościach lokalnych. Kształcenie w WSPiM odbywa się w systemie stacjonarnym i niestacjonarnym (dziennym i zaocznym) wyższych studiów zawodowych, kończących się uzyskaniem tytułu licencjata.
Uczelnia jest w stanie likwidacji.